# Рождество в Польше
Рождество́ в По́льше (пол. Boże Narodzenie) — один из главных праздников, отмечаемый 25 декабря. Бо́льшая часть населения воспринимает его скорее как семейный, чем как религиозный, однако как верующие, так и неверующие поляки соблюдают по крайней мере часть связанных с Рождеством традиций. Рождество принято встречать в кругу семьи. 24 декабря, в рождественский Сочельник, поляки собираются на совместную трапезу, которую предваряет ритуал преломления облаток, и обмениваются подарками и пожеланиями. В ночь с 24 на 25 декабря в костёлах проводится рождественская месса — «пастерка». В течение всего декабря во многих городах Польши устраиваются рождественские ярмарки.

## Адвент
Как и в других католических странах, Рождеству в Польше предшествует период подготовки и ожидания, который называют адвентом. Он длится четыре недели. Католическая церковь призывает христиан в этот период к покаянию и совершению милосердных дел.
Каждый день адвента, кроме воскресенья, в польских костёлах проходят так называемые рораты (пол. roraty) — утренние мессы в честь Богородицы. Богослужение начинается в ранним утром, в полной темноте, а прихожане держат в руках зажжённые свечи.
Символами адвента являются:
- рождественский венок, сделанный из еловых веток и украшенный свечами, которые зажигают по одной каждую неделю адвента;
- рождественский календарь, служащий для отсчёта дней с начала адвента до Сочельника;
- рождественский светильник[пол.], имеющий четырёхугольную форму и украшенный по бокам христианскими символами или библейскими сценами, внутрь которого помещается свеча или лампочка[3].

## Сочельник
Большое количество рождественских традиций связано с последним днём Адвента, который приходится на 24 декабря, — кануном Рождества, или Сочельником (пол. wigilia, от лат. vigilia — «бдение»). Многие поляки в этот день не работают, а магазины и супермаркеты открыты только полдня.
Сочельник принято отмечать в кругу семьи. В религиозных семьях он начинается с чтения Библии и молитвы, после того как на небе появится первая звезда, напоминающая о Вифлеемской звезде, которая, согласно Новому Завету, указала волхвам путь к младенцу Иисусу. По традиции, все делятся друг с другом облаткой и обмениваются пожеланиями. Облатка — тонкий прямоугольный пресный хлебец, напоминающий вафлю. Раньше они делались цветными; сейчас принято выпекать белые облатки с тиснёными узорами, изображающими рождественские сцены. Обычай преломления облатки символизирует единение и примирение, а также напоминает христианам о таинстве Евхаристии. Традиция настолько важна, что родственникам, которые не могут присутствовать на празднике, часто высылают облатку по почте. После этого все садятся за стол, причём одно место принято оставлять пустым. Оно предназначается для случайного гостя, в знак того, что дом в этот вечер открыт для всех и хозяин готов принять и накормить любого странника. Кроме того, на стол ставят особый прибор для умерших членов семьи.
Что касается рождественского стола, то, как правило, поляки готовят два разных меню: постное и мясное. 24 декабря ещё длится пост и мясо есть нельзя, поэтому мясные блюда появляются на столе лишь на следующий день. Тем не менее, основной праздничной трапезой считается именно постный ужин в Сочельник, а ограничения компенсируются разнообразием и изощрённостью блюд. Традиционно их должно быть двенадцать — по числу апостолов — и каждый из присутствующих за столом должен попробовать все. Как правило, трапеза начинается с борща с ушками или грибного супа; затем следуют вареники, пирожки и кулебяки, различные рыбные блюда, тушёная капуста или постные голубцы, а также десерты: сдоба с маком, пряники, кутья с орехами, изюмом и мёдом, компот из сухофруктов. Стол принято накрывать белой скатертью, под которую кладут немного сена в память о яслях, в которых лежал новорождённый Христос. В 2003 году ватиканская Конгрегация доктрины веры постановила, что соблюдение поста в рождественский Сочельник не является обязательным, однако большинство верующих поляков продолжают придерживаться в этот день традиционного постного меню.

## Пастырская месса
В ночь с 24 на 25 декабря многие поляки посещают костёлы и участвуют в рождественском богослужении, которое носит название «пастырская месса», или «пастерка» (пол. pasterka, от слова «pasterz» — пастырь, пастух), в память о том, что первыми новорождённому Младенцу пришли поклониться пастухи. Подобное ночное богослужение христиане совершали с V века, однако в XVIII веке в Западной Европе эта традиция почти прекратилась. Польша оставалась одной из немногих стран, где ночную мессу продолжали служить, а спустя два столетия, при Иоанне Павле II, она вернулась в обиход католической церкви. В польских храмах пастерка совершается в полночь (иногда раньше) и продолжается около полутора часов. По традиции, в ходе богослужения священник кладёт в рождественский вертеп, который устраивается в каждом костёле, фигурку Младенца Иисуса. Литургические песнопения этой мессы отличаются особой торжественностью. Наибольшее количество верующих — несколько тысяч — привлекает пастырская месса в ченстоховском монастыре Ясная Гора.

## Традиции

### Ёлка и вручение подарков
Как и во многих других европейских странах, в Польше принято наряжать рождественскую ёлку и украшать улицы и помещения разноцветными иллюминациями. По традиции, это положено делать в Сочельник, что для католиков несёт в себе особый смысл: 24 декабря отмечается день Адама и Евы, а украшенная разноцветными шарами ель символизирует райское древо с плодами. Подарки также принято дарить 24 декабря, в канун Рождества. Считается, что детям подарки приносит святой Николай, однако персонаж может меняться в зависимости от региона: в Западной Польше это Гвяздор (от пол. gwiazda — звезда), в Малопольше — ангелочек, на юго-западе Польши — звёздочка, в Силезии — Младенец Иисус. Кроме того, к православным полякам приходит популярный в России Дед Мороз.

### Колядки и колядование
Традиционной музыкой польского Рождества являются колядки, которых в Польше официально зарегистрировано около полутора тысяч. Историки музыки полагают, что праздничные песни, повествующие о рождении Иисуса Христа, в Польше начали сочинять и петь в конце XIV — начале XV века. Первая среди сохранившихся польских колядок датируется 1424 годом и начинается со слов «Zdrow bądź, krolu anielski» («Здрав будь, король ангелов»). Колядки отличаются большим разнообразием: среди них могут быть как торжественные или лирические, так и танцевальные мелодии, а в словах возможен юмористический или сатирический оттенок.
 Наиболее известными являются колядки «Bóg się rodzi» («Бог рождается»), «Przybieżeli do Betlejem pasterze» («Прибежали пастухи в Вифлеем»), «Lulajże, Jezuniu» («Баю-бай, Иисусе»), «Oj, maluśki, maluśki» («Ой, малыш, малыш»), «Dzisiaj w Betlejem» («Днесь в Вифлееме»), «Gdy śliczna Panna» («Когда прекрасная Дева»). Кроме того, популярна международно известная «Тихая ночь». Колядки начинают петь в Сочельник, а также во время ночной рождественской мессы, и продолжают вплоть до 2 февраля.
Во второй день Рождества — 26 декабря, день святого Стефана Первомученика — поляки начинают колядовать, то есть ходить по домам с колядками. Считается, что традиция колядования приносит благосостояние и мир в семьи; ранее бытовало поверье, что ритуал способствует расцвету природы. Изначально колядовать ходили, взяв с собой домашних животных; позднее их заменили соответствующие костюмы и маски (быка, козы, лошади и пр.). Принято было также переодевание в библейских персонажей, в частности, волхвов и царя Ирода. До сих пор популярно «хождение со звездой»: её делают большой, разноцветной и прикрепляют к палке. Колядующим принято давать какое-либо угощение или небольшую сумму денег; иногда деньги собираются на благотворительные цели. В польской традиции священнослужители также могут ходить по домам и колядовать: до или после Рождества священники католических приходов нередко посещают дома прихожан. В разных регионах Польши существуют свои обычаи колядования.

### Рождественские вертепы
Рождественские вертепы, или шопки (пол. szopka), распространены в Польше с XIII века. Они воспроизводят сцену рождения Христа и устанавливаются в рождественский период во всех костёлах. Особенно знамениты краковские шопки, превратившиеся в своеобразный вид народного искусства. Обычно они изображают одну из достопримечательностей Кракова и делаются двухъярусными: на первом ярусе помещаются фигурки исторических или современных персонажей, а на втором — библейских. Ежегодно, в первый четверг декабря, на Рыночной площади проводится конкурс шопок, и наиболее выдающиеся приобретает затем Краковский исторический музей. В конкурсе участвуют как любители, в том числе школьники, так и опытные мастера, которые годами вырабатывают собственный стиль и передают его по наследству. В 2018 году краковские шопки были включены в Список нематериального культурного наследия ЮНЕСКО. Известностью пользуются также вертеп в селе Вамбежице, включающий в себя 800 деревянных фигурок (в том числе 300 движущихся), вертепы в Кудове и Ольштыне (также с большим количеством фигурок и движущимися элементами), а также самый большой в Европе вертеп, установленный внутри храма: он находится в францисканском соборе в Катовице и имеет 18 м в высоту, 35 в ширину и 10 в глубину.

### Рождественские ярмарки
В декабре в большинстве городов Польши проходят рождественские ярмарки, и с каждым годом эта традиция становится всё более популярной. В палатках или деревянных домиках продают ёлочные украшения, изделия декоративно-прикладного искусства, вязаные носки, различные лакомства, бижутерию. Для детей устраиваются карусели, аттракционы и прочие развлечения. Как правило, на ярмарке можно попробовать традиционные польские блюда, в том числе осцыпек, сыр польских горцев, который готовится на гриле и подаётся с клюквенным джемом. Наиболее масштабные и зрелищные ярмарки проходят в Варшаве, Вроцлаве, Кракове, Гданьске и Катовице; сроки проведения ярмарок разнятся в зависимости от города.